# تالبوت ۱۰۵
تالبوت ۱۰۵ یک ماشین اسپرت با قدرت بالا بود که توسط تالبوت با طراح ژرژ روش ساخته شده بود. این سرعت بسیار مشهور بود ، توسط یک مقام به عنوان سریعترین چهار سرنشین مسابقه در بروکلند، آرکانزاس توصیف شد.
این ماشین اولین بار در سال ۱۹۲۶ در نمایشگاه اتومبیل لندن ظاهر شد. در این مرحله آن را به طور رسمی با توجه به وضع مالی و واقعی خود را به عنوان تالبوت ۱۴-۴۵ نامگذاری کرد. این خودرو می تواند موتور شش سیلندر با حجم ۱،۶۶۵ سی سی را جابجا کند.
این موتور بارها و بارها از حوصله بیرون می آمد و باعث پیشرفت های بیشتر در عملکرد می شد. در تمام این تحولات، ابعاد بیرونی بلوک اصلی موتور ۴۵-۱۴ بدون تغییر باقی مانده است..